# گمینا مکانوو
گمینا مکانوو (به لهستانی:  Gmina Mykanów) یک گمینا در لهستان است که در شهرستان چنستوخووا واقع شده‌است. گمینا مکانوو ۱۴۰٫۶۴ کیلومتر مربع مساحت و ۱۳٬۸۲۲ نفر جمعیت دارد.